# شهرستان اسکودا
شهرستان اسکودا (به انگلیسی: Oscoda County) یک منطقهٔ مسکونی در ایالات متحده آمریکا است که در میشیگان واقع شده‌است. شهرستان اسکودا ۱٬۴۸۱٫۴۸ کیلومتر مربع مساحت دارد.